# Hipercarga fuerte
En la física de partículas, la hipercarga (fuerte) (Y) es una magnitud física asociada a la interacción fuerte. La hipercarga de un hadrón, depende esencialmente del número bariónico y de la cantidad y cualidad de los quarks que forman dicho hadrón, numéricamente viene dada por:

{\displaystyle Y_{W}=Y={\bar {B}}-S+C-B+T}

Donde:
{\displaystyle {\bar {B}}} es el número bariónico, es decir, el número de bariones menos el número de antibariones, dividido entre 3.
{\displaystyle S\;} es la extrañeza, número de cuarks extraños menos número de antiquarks extraños.
{\displaystyle C\;} es el encanto, número de cuarks encantados menos número de antiquarks encantados.
{\displaystyle B\;} es la inferioridad (en inglés "bottomness"), número de quarks bottom menos número de antiquarks bottom.
{\displaystyle T\;} es la superioridad (en inglés "topness"), número de quarks top menos número de antiquarks top.